# Tour de Flandes 1994
El Tour de Flandes 1994, la 78.ª edición de esta clásica ciclista belga. Se disputó el 3 de abril de 1994. El vencedor final fue el italiano Gianni Bugno, que se impuso en el esprint por delante del belga Johan Museeuw y el ucraniano Andrei Tchmil.

## Clasificación General
| Posición | Ciclista            | Equipo                    | Tiempo     |
| -------- | ------------------- | ------------------------- | ---------- |
| 1        | Gianni Bugno        | Polti-Vaporetto           | 6h 45' 20" |
| 2        | Johan Museeuw       | GB-MG Maglificio-Bianchi  | m. t.      |
| 3        | Andrei Tchmil       | Lotto-Vetta-Caloi         | m. t.      |
| 4        | Franco Ballerini    | Mapei-Clas                | m. t.      |
| 5        | Johan Capiot        | TVM-Bison Kit             | + 1' 11"   |
| 6        | Fabio Baldato       | GB-MG Maglificio-Bianchi  | + 1' 54"   |
| 7        | Guido Bontempi      | Gewiss-Ballan             | m. t.      |
| 8        | Marc Sergeant       | Novemail-Histor           | m. t.      |
| 9        | Edwig Van Hooydonck | Wordperfect-Colnago-Decca | m. t.      |
| 10       | Frank Corvers       | Collstrop-Willy Naessens  | m. t.      |